# Johann Joachim Quantz
Johann Joachim Quantz, tên khi sinh là Hanß Jochim Quantz (1697-1773) là nhà soạn nhạc, nghệ sĩ flute và người chế tác flute người Đức. Ông là tác giả của hơn 500 bản concerto và sonata dành cho flute. Ông cũng đưa nhiều cải tiến về cơ cấu và cách chơi nhạc cụ này. Quantz là người ủng hộ việc sử dụng mức độ mạnh, nhẹ từ ppp đến fff (cực nhỏ đến cực to) thay cho p đến f (nhỏ đến to) như các nhà soạn nhạc thời kỳ âm nhạc Baroque đã làm. Ông cũng là thầy dạy sáo flute cho Friedrich II của Phổ.